# Pelophryne misera
Pelophryne misera es una especie de anfibios de la familia Bufonidae.
Se encuentra en bosques del norte de Borneo, por encima de los 1500 m s. n. m.
Su hábitat natural incluye montanos secos y marismas intermitentes de agua dulce.
Está amenazada de extinción.